# 칼리암푸디 라다크리슈나 라오
칼리암푸디 라다크리슈나 라오(칸나다어: ಕಲ್ಯಂಪೂಡಿ ರಾಧಾಕೃಷ್ಣ ರಾವ್, 텔루구어: కల్యంపూడి రాధాకృష్ణ రావు, 힌디어: कल्यम्पुड़ि राधाकृष्ण राव, 우르두어: كلیمپوڑی رادھاكرشن راو, 영어: Calyampudi Radhakrishna Rao, 1920년 9월 10일~2023년 8월 22일) 박사는 인도 태생의 수학자이자 통계학자이다. 통계학에 크게 공헌하였다.

## 생애
1920년 9월 10일 카르나타카주(당시 마이소르 왕국)의 마을인 후비나하다갈리(칸나다어: ಹೂವಿನ ಹಡಗಲಿ, 영어: Huvina Hadagali)에서 태어났다. 아버지 도레스와미 나이두(칸나다어: ದೊರೆಸ್ವಾಮಿ ನಾಯ್ಡು, 영어: Doraiswamy Naidu)는 경찰관이었으며, 어머니는 락슈미칸탐마(칸나다어: ಲಕ್ಷ್ಮಿಕಾಂತಮ್ಮ, 영어: Laxmikanthamma)였다. 라오는 10남매 가운데 8번째였으며, 이 때문에 힌두교에서 비슈누의 8번째 아바타라인 크리슈나와 그 비(妃) 라다의 이름을 따 “라다크리슈나”라는 이름을 받았다. “라오”는 성(姓)이 아니며, 라오의 모든 (남자) 형제들이 “라오”라는 이름을 공유하였다.
1936년에 안드라 대학교 대학원(텔루구어: ఆంధ్ర విశ్వవిద్యాలయం, 영어: Andhra University)에 입학하여 1940년 수학 석사 학위를 수여받았으며, 콜카타 대학교에서 1943년에 통계학 석사 학위를 수여받았다. 이후 1948년에 케임브리지 대학교에서 로널드 피셔 박사 아래서 박사 학위를 수여받았다.
같은 해 9월 9일에 바르가비(칸나다어: ಭಾರ್ಗವಿ, 영어: Bhargavi)와 결혼하였다.
이후 미국의 피츠버그 대학교 · 펜실베이니아 주립 대학교 · 버팔로 대학교에서 교수로 일했으며, 미국 국적을 획득하였다.

## 학력
- 1936년~1940년: 안드라 대학교 수학과 (이학학사)
- 1940년~1943년: 콜카타 대학교 통계학과 (이학석사)
- 1946년~1948년: 케임브리지 대학교 통계학과 (이학박사)

## 저서
- Rao, Calyampudi Radhakrishna (1952). 《Advanced statistical methods in biometric research》. Wiley Publications in Statistics (영어). Wiley.
- Rao, Calyampudi Radhakrishna (1973). 《Linear statistical inference and its applications》. Wiley Series in Probability and Statistics (영어) 2판. doi:10.1002/9780470316436. ISBN 978-0-471-70823-0.
- Rao, Calyampudi Radhakrishna (1970). 《Computers and the future of human society》. Statistical Publishing Society Publications Probability and Statistics Series (영어). Statistical Publishing Society.

## 참고 문헌
- Krishnankutty, Nalini (1996). 《Putting chance to work: a life in statistics. A biography of C. R. Rao》 (영어). Dialogue. ISBN 978-0-965-57976-6.
- Prakasa Rao, B. L. S. (2014년 9월 10일). “C. R. Rao: a life in statistics” (PDF). 《Current Science》 (영어) 107 (5): 895–901. ISSN 0011-3891.